# Rhein-Neckar-Kreis
Rhein-Neckar-Kreis är ett distrikt (ty. Kreis) i förbundslandet Baden-Württemberg i sydöstra Tyskland. Det ligger i den norra delen av förbundslandet. Administrativ huvudort är Heidelberg, som dock är en kretsfri stad och därmed inte självt ingår i Rhein-Neckar-Kreis.

## Infrastruktur
Genom distriktet passerar motorvägarna A5 och A6. 